# Système linéaire
Ne doit pas être confondu avec Système d'équations linéaires.
Un système linéaire (le terme système étant pris au sens de l'automatique, à savoir un système dynamique) est un objet du monde matériel qui peut être décrit par des équations linéaires (équations linéaires différentielles ou aux différences), ou encore qui obéit au principe de superposition : toute combinaison linéaire des variables de ce système est encore une variable de ce système.
Les systèmes non linéaires sont plus difficiles à étudier que les systèmes linéaires. Néanmoins, en linéarisant (quand c'est possible) un système non linéaire autour d'un point d'équilibre ou d'une trajectoire, on obtient un système linéaire qui représente correctement le système non linéaire au voisinage de ce point d'équilibre ou de cette trajectoire . La linéarisation d'un système non linéaire autour d'une trajectoire non réduite à un point d'équilibre engendre un système linéaire à coefficients variables (en fonction de temps), d'où l'importance qu'a pris ce type de systèmes et les études récentes qui lui ont été consacrées.
Souvent (mais pas toujours), on distingue parmi les variables d'un système S les variables d'entrée, rassemblées dans une colonne u, et les variables de sortie, rassemblées dans une colonne y ; le triplet {\displaystyle (\mathrm {S} ,u,y)} est alors appelé un système commandé ou encore une dynamique.

## Historique
Les systèmes linéaires n'ont tout d'abord été étudiés que dans le cas stationnaire (également appelé « invariant ») dans le formalisme des fonctions de transfert. Cette approche est parvenue à sa pleine maturité avec la publication du célèbre livre de Bode à la fin de la seconde guerre mondiale (réédité depuis). Les travaux de Bellman, Pontryagin et ses collaborateurs et surtout de Kalman, ont conduit nombre d'automaticiens à privilégier la représentation d'état à partir des années 1960.
Kalman a fait une théorie complète des systèmes linéaires stationnaires sous forme d'état et a mis en évidence la perte d'information induite par le formalisme de transfert, à savoir les « modes cachés ». Sous l'impulsion de Wonham (de), les automaticiens se sont attachés à obtenir des représentations plus intrinsèques des systèmes linéaires que dans la formulation kalmanienne : c'est ainsi que s'est développée à partir de la seconde moitié des années 1970 l'approche géométrique qui conserve néanmoins la structure de la représentation d'état.
Vers le milieu des années 1980, Jan Willems a mis l'accent sur le fait qu'un système linéaire stationnaire général devait se définir comme étant le noyau, dans une puissance d'un espace fonctionnel approprié, d'une matrice à éléments dans un anneau d'opérateurs différentiels à coefficients constant s : c'est l'approche dite « comportementale » (anglais : behavioral approach),.
En 1990, à partir de ses travaux sur les systèmes non linéaires, Fliess a proposé une approche alternative suivant laquelle un système est un module de présentation finie sur un anneau d'opérateurs différentiels. Au même moment, et de manière indépendante, Oberst établissait le lien entre les deux approches (la première qui met l'accent sur les solutions, la seconde sur les équations) grâce à des notions d'algèbre homologique. Ceci faisait disparaître la séparation qui existait encore entre la théorie des systèmes linéaires au sens de l'automatique, qui nous préoccupe ici, et la théorie des systèmes différentiels linéaires, telle que développée par Malgrange à partir des idées de Grothendieck en géométrie algébrique. Ces idées ont donné naissance par la suite à la théorie des D-modules sous l’impulsion de Satō (et de l'« école de Kyoto » qu'il a fondée, dont Masaki Kashiwara est aujourd'hui un représentant de premier plan).
La conception moderne des systèmes linéaires a fait récemment l'objet d'une présentation systématique ; l'étude des systèmes linéaires à coefficients variables en fonction du temps y occupe une place importante, et notamment la notion de pôle d'un tel système, avec la propriété de stabilité qui résulte de la position de ces pôles dans le plan complexe. Cette généralisation ne pouvait être réalisée sans une utilisation des outils de l'analyse algébrique.

## Représentation d'état
En automatique, un système linéaire de dimension finie est souvent donné par le biais de la représentation d'état suivante :
{\displaystyle {\begin{cases}\delta x(t)&=&A(t)x(t)+B(t)u(t)\\y(t)&=&C(t)x(t)+D(t)u(t)\end{cases}}}
avec :
{\displaystyle x(t)\in \mathbb {R} ^{n_{x}}} : un vecteur colonne qui représente les {\displaystyle n_{x}} variables d'état ;
{\displaystyle u(t)\in \mathbb {R} ^{n_{u}}} : un vecteur colonne qui représente les {\displaystyle n_{u}} commandes ;
{\displaystyle y(t)\in \mathbb {R} ^{n_{y}}} : un vecteur colonne qui représente les {\displaystyle n_{y}} sorties ;
{\displaystyle A(t)\in \mathbb {R} ^{n_{x}\times n_{x}}} : la matrice d'état ;
{\displaystyle B(t)\in \mathbb {R} ^{n_{x}\times n_{u}}} : la matrice de commande (ou matrice d'entrée) ;
{\displaystyle C(t)\in \mathbb {R} ^{n_{y}\times n_{x}}} : la matrice d'observation (ou matrice de sortie) ;
{\displaystyle D(t)\in \mathbb {R} ^{n_{y}\times n_{u}}} : la matrice d'action directe.
et où {\displaystyle \delta x(t)} dénote {\displaystyle {\dot {x}}(t)} ou {\displaystyle x(t+1)} suivant le contexte temps-continu ou temps-discret. Le cas stationnaire où les matrices ne dépendent pas du temps est dit linéaire temps-invariant, par opposition au cas instationnaire où les matrices dépendent du temps, et qui est dit linéaire temps-variant.

## Systèmes linéaires en tant que conoyaux

### Définition
Soit {\displaystyle \mathbf {D} } un anneau d'opérateurs différentiels, supposé intègre et admettant un corps de fractions, c'est-à-dire vérifiant la propriété d'Ore à gauche et à droite (tout anneau intègre noethérien à gauche et à droite vérifie cette condition). On supposera que {\displaystyle \mathbf {D} =\mathbf {K} \left[\partial \right]} où {\displaystyle \partial =\mathrm {d} /\mathrm {d} t} où {\displaystyle \mathbf {K} } est un anneau différentiel et que {\displaystyle \mathbf {K} } est une {\displaystyle \mathbb {C} }
-algèbre. Si {\displaystyle a\in \mathbf {K} } et ƒ est un élément d'un {\displaystyle \mathbf {D} }-module {\displaystyle \mathbf {W} } (module des fonctions indéfiniment dérivables, ou des distributions, ou des hyperfonctions, ou des germes de fonctions analytiques au voisinage de +∞, etc., suivant la nature des éléments de {\displaystyle \mathbf {K} }), on a d'après la règle de Leibniz
{\displaystyle \partial \left(af\right)={\dot {a}}f+a\left(\partial f\right)}
où {\displaystyle a\mapsto {\dot {a}}} est la dérivation de {\displaystyle \mathbf {K} }, dont {\displaystyle \partial } est une extension. Comme ceci est vrai pour tout {\displaystyle f\in \mathbf {W} } on a la relation de commutation
{\displaystyle \partial a-a\partial ={\dot {a}}}.
Un exemple typique est celui où {\displaystyle \mathbf {K} =\mathbb {C} \left[t\right]}. L'anneau {\displaystyle \mathbf {D} } est alors (isomorphe à) la première algèbre de Weyl {\displaystyle \mathrm {A} _{1}\left(\mathbb {C} \right)} qui est un anneau de Dedekind non commutatif et simple.
Un système linéaire défini sur {\displaystyle \mathbf {D} } est défini par une équation de la forme
{\displaystyle \mathrm {R} \left(\partial \right)g=0}
où {\displaystyle \mathrm {R} \left(\partial \right)\in \mathbf {D} ^{q\times k}} et où {\displaystyle g} est une colonne de {\displaystyle q} éléments qui engendrent un {\displaystyle \mathbf {D} } - module à gauche de présentation finie {\displaystyle \mathrm {M} } (ce qu'on écrira {\displaystyle \mathrm {M} =\left[g\right]_{\mathbf {D} }}). De manière précise, on peut considérer la multiplication à droite par {\displaystyle \mathrm {R} \left(\partial \right)}, notée {\displaystyle \left(\bullet \mathrm {R} \left(\partial \right)\right)}, comme un opérateur de {\displaystyle \mathbf {D} ^{1\times q}} dans {\displaystyle \mathbf {D} ^{1\times k}}. Si {\displaystyle \mathrm {N} } est l'image de cet opérateur, {\displaystyle \mathrm {M} } est le quotient de {\displaystyle \mathbf {D} ^{1\times k}} annulé par les éléments de {\displaystyle \mathrm {N} }, à savoir le conoyau
{\displaystyle \mathrm {M} =\mathbf {D} ^{1\times q}/\mathrm {N} ={\rm {coker}}_{\mathbf {D} }\left(\bullet \mathrm {R} \left(\partial \right)\right)}.
On notera que toute combinaison linéaire d'un nombre fini de variables de {\displaystyle \mathrm {M} } et de leurs dérivées d'ordre quelconque (mais fini) est encore un élément de {\displaystyle \mathrm {M} }, ce qu'on peut prendre pour définition même de la linéarité. D'autre part, contrairement à l'équation qui le définit « par générateurs et relations », {\displaystyle \mathrm {M} } est un objet intrinsèque, dans le sens où il ne dépend pas de l'ordre dans lequel sont écrites les équations scalaires, ni de l'ordre dans lequel sont prises les variables, et plus généralement du choix des générateurs. On peut donc, au plan mathématique, identifier le système linéaire avec le module {\displaystyle \mathrm {M} }.

### Commandabilité
Le système {\displaystyle \mathrm {M} } est commandable s'il ne contient pas de variable sur laquelle aucune action n'est possible. Une telle variable se caractérise par le fait qu'elle satisfait une équation différentielle autonome, c'est-à-dire qu'elle n'est pas libre (ou qu'elle est liée). Un module qui ne contient aucune variable liée est (par définition) un module sans torsion. Cette observation a conduit Oberst à poser qu'un système est commandable s'il est un module sans torsion. Pour Fliess, qui suppose que {\displaystyle \mathbf {K} } est un corps différentiel, {\displaystyle \mathbf {D} } se trouve être un anneau principal. Dans ce cas, un module de type fini est sans torsion si, et seulement si, il est libre, et il a donc défini un système commandable comme étant un module libre.
Dans le cas considéré par Fliess, tout système admet une représentation d'état, et la définition de la commandabilité comme étant la liberté du module équivaut à la définition kalmanienne classique (voir l'article Représentation d'état).
On notera que la commandabilité est définie ci-dessus sans qu'il ait été besoin de spécifier un choix des variables de commandes. Cette indépendance de la notion de commandabilité par rapport à celle de variable de commande a été observée en premier lieu par Willems.

## Systèmes linéaires en tant que noyaux
Soit {\displaystyle \mathbf {D} } un anneau d'opérateurs différentiels vérifiant les mêmes conditions que ci-dessus, par exemple la première algèbre de Weyl {\displaystyle \mathrm {A} _{1}\left(\mathbb {C} \right)} pour fixer les idées. Soit {\displaystyle \mathbf {W} } un {\displaystyle \mathbf {D} }-module à gauche, par exemple l'espace des distributions sur la droite réelle. Notons
{\displaystyle \ker _{\mathbf {W} }\left(\mathrm {R} \left(\partial \right)\bullet \right)=\left\{\mathbf {w} \in \mathbf {W} ^{k}:\mathrm {R} \left(\partial \right)\mathbf {w} =0\right\}}.
Dans son « approche comportementale », Willems définit le système associé à la matrice {\displaystyle \mathrm {R} \left(\partial \right)} comme étant ce noyau. Il nous reste à établir la connexion qui existe entre celui-ci et le conoyau ci-dessus.
On peut identifier les éléments de {\displaystyle \mathbf {W} ^{k}} avec les homomorphismes de {\displaystyle \mathbf {D} ^{1\times k}} dans {\displaystyle \mathbf {W} }. Alors l'ensemble des homomorphismes de {\displaystyle \mathrm {M} =\mathbf {D} ^{1\times q}/\mathrm {N} } s'identifient avec les homomorphismes de {\displaystyle \mathbf {D} ^{1\times k}} dans {\displaystyle \mathbf {W} } qui s'annulent sur {\displaystyle \mathrm {N} } (voir l'article Module injectif). Par conséquent, on passe du conoyau {\displaystyle \mathrm {M} } au noyau ci-dessus par le foncteur contravariant représentable {\displaystyle {\mathfrak {B}}_{\mathbf {W} }\left(\bullet \right)=\operatorname {Hom} _{\mathbf {D} }\left(\bullet ,\mathbf {W} \right)}.
Ce foncteur est additif et exact à gauche de la catégorie des {\displaystyle \mathbf {D} }-modules à gauche dans celle des {\displaystyle \mathbb {C} }-espaces vectoriels. Ce foncteur est injectif (et permet donc de remonter du noyau au conoyau, ou par abus de langage des solutions aux équations) si, et seulement si {\displaystyle \mathbf {W} } est un « cogénérateur » (notion qui est classique en algèbre homologique). Il est bijectif et dualisant entre la catégorie des {\displaystyle \mathbf {D} }-modules à gauche et la catégorie image si, et seulement si {\displaystyle \mathbf {W} } est un « cogénérateur injectif ». C'est la situation la plus favorable.
Lorsque {\displaystyle \mathbf {K} =\mathbb {C} }, les {\displaystyle \mathbf {D} }-modules suivants sont des cogénérateurs injectifs :
(a) l'espace des combinaisons linéaires d'exponentielles-polynômes, {\displaystyle \sum _{\zeta \in \mathbb {C} }\mathbb {C} \left[t\right]e^{t\zeta }},
(b) l'espace des fonctions indéfiniment dérivables sur la droite réelle,
(c) l'espace des distributions sur la droite réelle.
Lorsque {\displaystyle \mathbf {K=\mathbb {C} } \left(t\right)}, l'espace {\displaystyle {\mathcal {O}}_{\infty }} des germes des fonctions analytiques dans un intervalle de la forme {\displaystyle \left]\mathrm {A} ,+\infty \right[} de la droite réelle est un cogénérateur injectif.
Lorsque {\displaystyle \mathbf {K=\mathbb {C} } \left[t\right]}, on ne connaît pas de cogénérateur injectif qui soit un espace rencontré en analyse. La situation est différente lorsque {\displaystyle \mathbf {K} =\mathbb {C} \left(t\right)\cap {\mathcal {O}}} où {\displaystyle {\mathcal {O}}} désigne l'espace des fonctions analytiques sur la droite réelle. Dans ce cas, l'espace des hyperfonctions est un cogénérateur injectif. Cet exemple montre que pour un type de système linéaire donné, on doit mettre en jeu à la fois l'anneau {\displaystyle \mathbf {D} } et l'espace {\displaystyle \mathbf {W} } appropriés. C'est le principe même de l’analyse algébrique.
Dans les exemples ci-dessus l'approche par conoyaux (« équations ») et celle par noyaux (« solutions ») sont équivalentes.